# Каное-Крік 2
Каное-Крік 2 (англ. Canoe Creek 2) — індіанська резервація в Канаді, у провінції Британська Колумбія, у межах регіонального округу Томпсон-Нікола.

## Населення
За даними перепису 2016 року, індіанська резервація нараховувала 34 особи. Середня густина населення становила 2,2 осіб/км².

## Клімат
Середня річна температура становить 4°C, середня максимальна – 18,9°C, а середня мінімальна – -13,8°C. Середня річна кількість опадів – 399 мм.
| Клімат поселення                              | Клімат поселення | Клімат поселення | Клімат поселення | Клімат поселення | Клімат поселення | Клімат поселення | Клімат поселення | Клімат поселення | Клімат поселення | Клімат поселення | Клімат поселення | Клімат поселення | Клімат поселення |
| Показник                                      | Січ.             | Лют.             | Бер.             | Квіт.            | Трав.            | Черв.            | Лип.             | Серп.            | Вер.             | Жовт.            | Лист.            | Груд.            |                  |
| Середній максимум, °C                         | −0,86            | 2,13             | 5,80             | 10,68            | 15,00            | 18,54            | 18,84            | 18,85            | 14,22            | 8,79             | 1,76             | −2,92            |                  |
| Середня температура, °C                       | −7,32            | −4,32            | −0,66            | 4,22             | 8,54             | 12,08            | 14,82            | 14,82            | 10,21            | 4,79             | −2,26            | −6,94            |                  |
| Середній мінімум, °C                          | −13,76           | −10,79           | −7,11            | −2,24            | 2,08             | 5,62             | 10,81            | 10,81            | 6,19             | 0,77             | −6,27            | −10,95           |                  |
| Норма опадів, мм                              | 30               | 22               | 19               | 20               | 36               | 61               | 46               | 43               | 31               | 26               | 29               | 36               |                  |
| Середньомісячна швидкість вітру, м/с          | 2.20             | 2.31             | 2.62             | 2.82             | 2.66             | 2.48             | 2.29             | 2.11             | 2.10             | 2.44             | 2.47             | 2.30             |                  |
| Середньомісячна сонячна радіація, кДж/м²·день | 3128             | 6146             | 10884            | 15689            | 19094            | 20542            | 21402            | 18094            | 12629            | 7021             | 3497             | 2445             |                  |
| --------------------------------------------- | ---------------- | ---------------- | ---------------- | ---------------- | ---------------- | ---------------- | ---------------- | ---------------- | ---------------- | ---------------- | ---------------- | ---------------- | ---------------- |
| Джерело:                                      |                  |                  |                  |                  |                  |                  |                  |                  |                  |                  |                  |                  |                  |